# Vierbannen

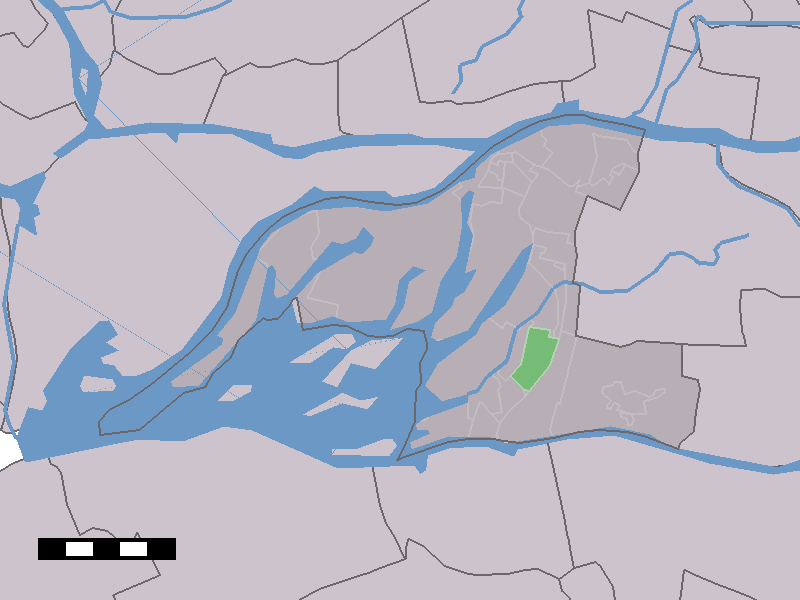
Vierbannen in de voormalige gemeente Werkendam

Vierbannen is een buurtschap in de gemeente Altena in de Nederlandse provincie Noord-Brabant. Het ligt even ten noorden van het dorp Hank.
Vierbannen heeft een hervormde kerk die dateert uit 1903. Vroeger stond tegenover het kerkje ook een christelijke school. Omstreeks 1903 werd ook de Hervormde Gemeente van Hank opgericht. Voor die tijd gingen de protestanten uit Hank ter kerke in Dussen. De hervormde kerk werd op 29 april 2012 gesloten wegens afgenomen kerkbezoek.
Langs Vierbannen loopt de Vierbansche Gantel.

## Externe bron
- Hervormde kerk
- Hervormde Gemeente Dussen-Hank

Hoofdplaats: Almkerk
Stad: Woudrichem      
Dorpen: Andel · Babyloniënbroek · Drongelen · Dussen · Eethen · Genderen · Giessen · Hank · Meeuwen · Nieuwendijk · Rijswijk · Sleeuwijk · Uitwijk · Veen · Waardhuizen · Werkendam · Wijk en Aalburg

Buurtschappen: Bronkhorst · Buurtje · De Baan · De Hoef · Duizend Morgen · Eng · Hill · Hoekeinde · Keizersveer · Kerkeinde · Kievitswaard · Kille · Korn · Moleneind · Oudendijk · Peerenboom · Schans · Spijk · Stenenheul · Steurgat · Uppel · Vierbannen · Vijcie · 't Zand · Zandwijk

Verdwenen plaatsen: Aartswaarde · Almonde · Eemkerk · Emmikhoven · Gansoyen · Hagoort · Honswijk · Munsterkerk · Muilkerk

Noord-Brabant: Steden en dorpen in Noord-Brabant      Nederland: Provincies · Gemeenten